# Haematomantispa nubeculosa
Haematomantispa nubeculosa là một loài côn trùng trong họ Mantispidae thuộc bộ Neuroptera. Loài này được Navás miêu tả năm 1933.